# Kulfi

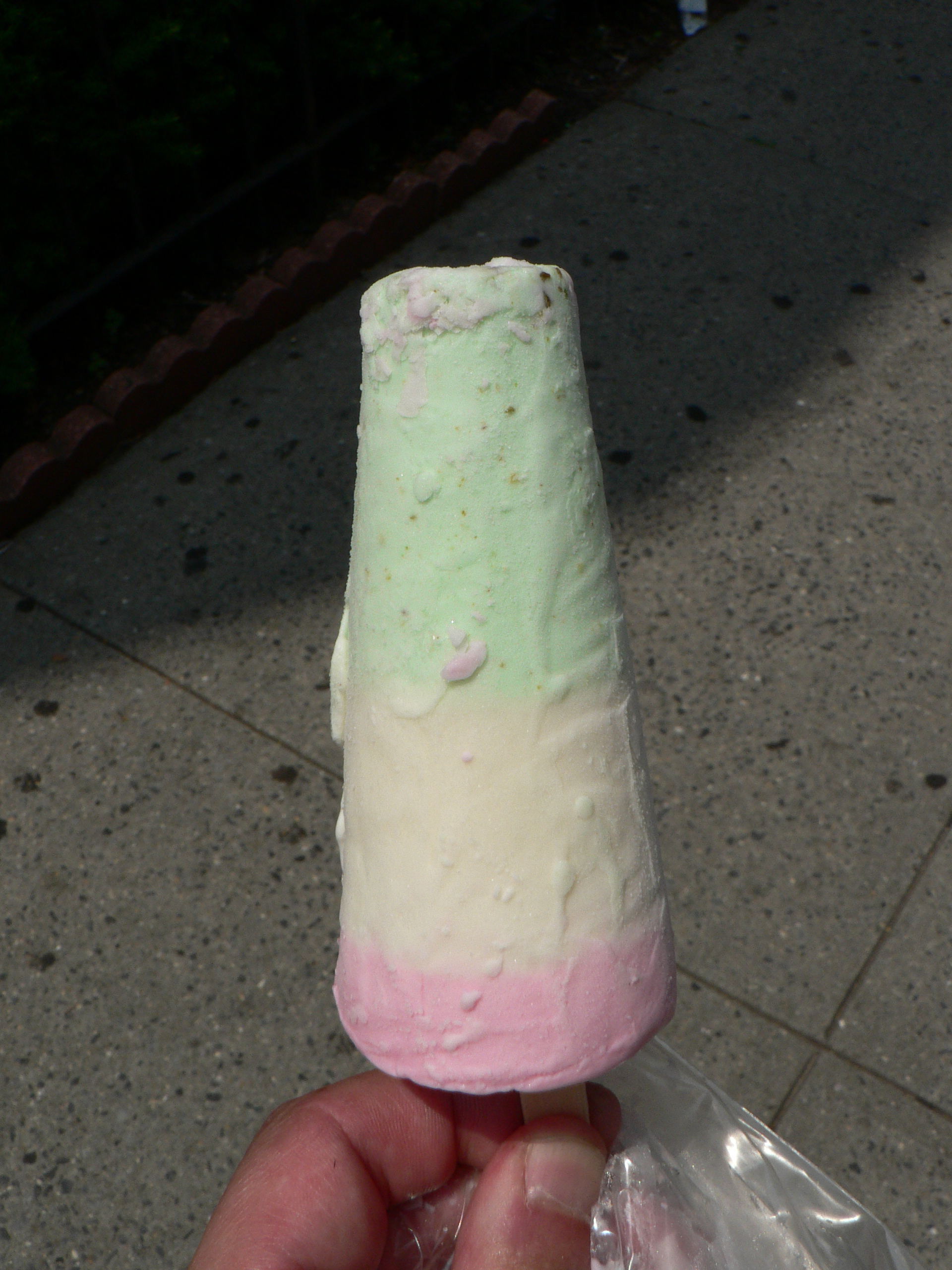
Traditionele vorm van Kulfi-ijs.

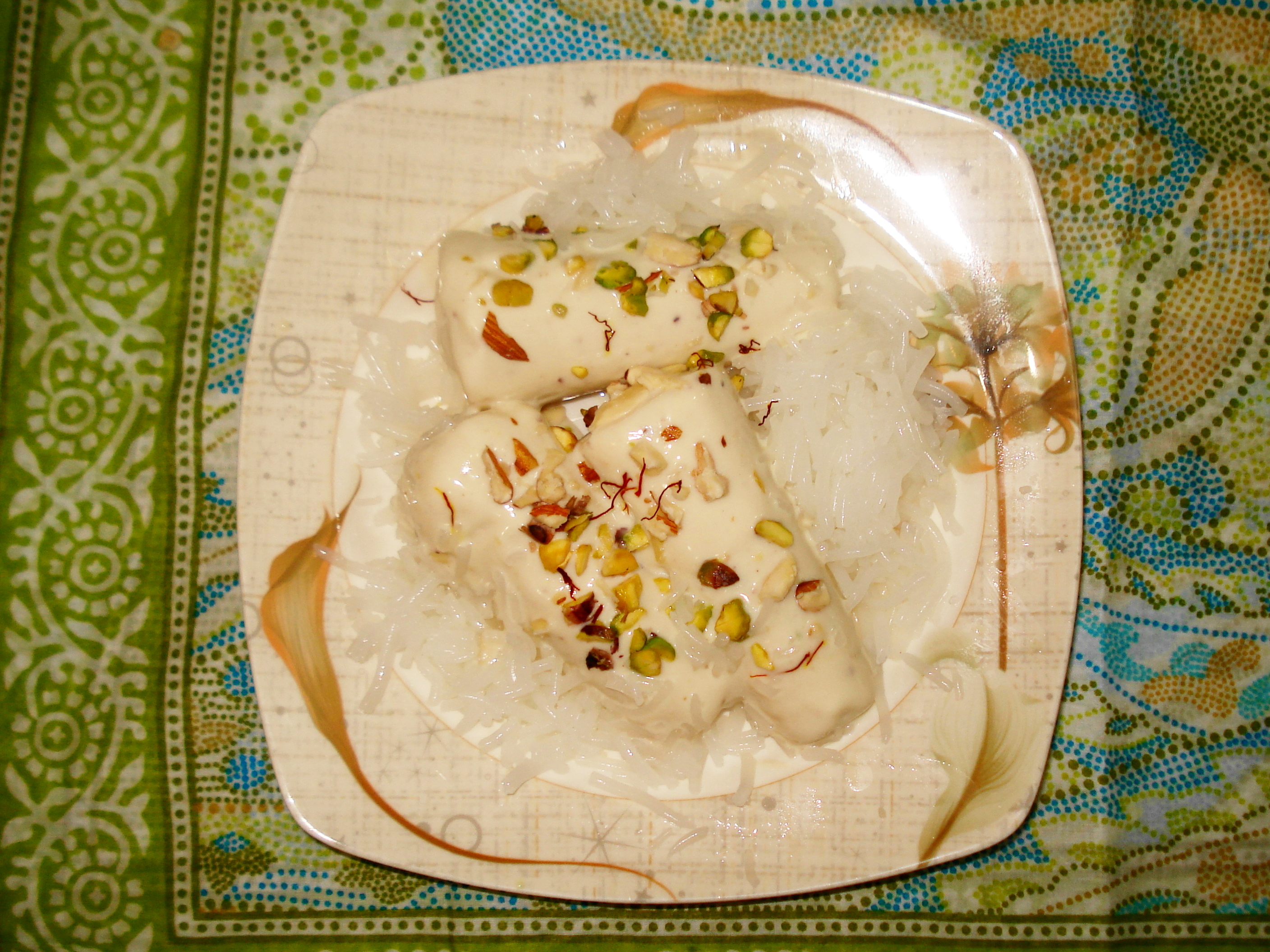
Kulfi opgemaakt als nagerecht.

Kulfi (ook bekend als khulfi of qulfi; Hindoestani: क़ुल्फ़ी of قلفی) is ambachtelijk ijs zoals dat traditioneel al eeuwen wordt bereid op het Indisch subcontinent. Het was voornamelijk een versnapering voor de rijken. Hoewel het op “roomijs” lijkt, is het vaster van structuur. 
Belangrijke ingrediënten in kulfi zijn melk (ingedroogd en ingekookt), suiker, pistache-noten, amandelen, kardemom en de bloemenessence “ruh kewra”. 
De bereiding vindt plaats in zogenaamde kulfi-vormpjes. Dat zijn kleine afgeknotte vormen van aardewerk, aluminium, of verzinkt metaal. Tegenwoordig wordt ook roestvast staal en plastic gebruikt. De moderne varianten hebben vaak een schroefdeksel. 
Als de vormpjes met de gemengde ingrediënten gevuld zijn gaan deze in een bak met pekelwater. Deze bak wordt vervolgens in beweging gehouden tot de kulfi is bevroren.
De mix van ingrediënten voor kulfi kan vaak bij Indiase of Pakistaanse speciaalzaken/toko's kant-en-klaar worden gekocht.

## Bron
- Duizend gezichten van zuivel (Het Nederlands Zuivelbureau), Ton van Es & Fon Zwart, 1988